# County Kerry
KillarneyCounty Kerry (Irsk: Contae Chiarraí) er et county i den sydvestlige del af Republikken Irland, hvor det ligger i provinsen Munster. County Kerry omfatter et areal på 4.746 km² med en samlet befolkning på 139.616 (2006). Det administrative county-center ligger i byen Tralee. Navnet Kerry kommer fra Ciar. Ciar var en søn af Fergus, Konge af Ulster. Myterne fortæller at Ciars efterkommere bosatte sig i dette område af Munster. Grevskabet blev formelt oprettet som grevskab i 1606 da det gamle grevskab Desmond blev delt i grevskaberne Cork og Kerry. 

## Geografi
Landskabets er præget af Atlanterhavskysten. Der er mange halvøer, små bugte og øer. De vigtigste halvøer er Dingle-Peninsula og Iverag-Peninsula. Af øer er de vigtigste Blasket Islands, Skellig Michael og Valentia Island.
I Kerry ligger Irlands højeste bjerg det 1041 meter høje Carrantuohil, som er en del af bjergkæden McGillycuddy's Reeks på halvøen Iveragh-Peninsula. Også det 950 meter høje Mount Brandon, nord for byen Dingle er et af Irlands højeste bjerge.

### Største byer
| Rang | By           | Indbyggertal (2022) |
| ---- | ------------ | ------------------- |
| 1    | Tralee       | 26,079              |
| 2    | Killarney    | 14,412              |
| 3    | Listowel     | 4,794               |
| 4    | Kenmare      | 2,566               |
| 5    | Castleisland | 2,564               |
| 6    | Killorglin   | 2,163               |
| 7    | Dingle       | 1,671               |
| 8    | Ballybunion  | 1,618               |
| 9    | Cahersiveen  | 1,297               |
| 10   | Milltown     | 1,118               |

## Historie
De første menneskelige spor i Kerry går tilbage til Bronzealderen, omkring 2500 f.Kr., men der har i den førkristlige tid været bjergværksdrift i bjergene. Fra det 5. århundrede bredte kristendommen sig. Det er bevist at der i det 6. og 7. århundrede var cirka 100 klostre, eneboerbosteder og bedehuse. Mange af disse førkristelige steder er i nutiden bevaret som ruiner. Til de mest kendte hører øen Skellig Michael og klosteret Ardfert fra det 6. århundrede i landsbyen Ardfert og den romanske kirkeruin Kilmalkedar på halvøen Dingle Peninsula. I den tidlige del middelalderen eksisterede der flere små kongeriger, som var under overhøjhed af kongeriget Munster med sæde i Cashel i County Tipperary. Før County-systemet blev grundlagt mellem det 13. og 16. århundrede, bestod Kerry af klanterritorier, de "tuaths". I oldtiden var området opdelt i klanerne Ciarraige, Corco Duibne, Uí Cairpri Luachra og Éoganacht Locha Lein. Da anglonnormannerne ankom i den sidste del af det 12. århundrede, fik O'Connors det nordlige Kerry, O'Moriaritys midten og O'Sullivans, O'Donoghues og O'Mahonies den sydlige del. O'Falvays og O'Sheas kontrollerede halvøerne Iveragh Peninsula og Dingle-Peninsula.
I den første del af det 13. århundrede oprettede den normanske familie Fitzgerald, Jarlen af Desmond, de befæstede støtspunkter i byerne Castleisland og Tralee og Carrigafoyle Castle. De bragte engelske nybyggere til Kerry. Indtil slutningen af det 16. århundrede beholdt klanen Desmonds delvis deres uafhængighed. Efter flere mislykkede oprør tabte den sidste jarl af Desmond liv og land. Derefter grundlagdes i 1606 Countyet med sine nuværende grænser. 
På grund af den store hungernød i 1840erne og den afsluttende emigrationsbølge mistede County Kerry ca. to trediedele af indbyggerne. 
I det 19. århundrede var County Kerry et af de få områder, hvor det irske sprog, litteratur og musik stadig var bevaret.
- Wikimedia Commons har flere filer relateret til County Kerry

52°10′N 9°45′V / 52.17°N 9.75°V